# Pulau Tarap
Pulau Tarap – wyspa na Zatoce Brunei w dystrykcie Temburong w Brunei. Położona jest między ujściami Sungai Temburong i Sungai Duwau Besar.
Tarap jest wyspą bezludną, pokrytą lasami mangrowymi i mokradłami. Występują tu różne gatunki korzeniar, a na brzegach rzek także nipa krzewinkowa.